# 1-2-1

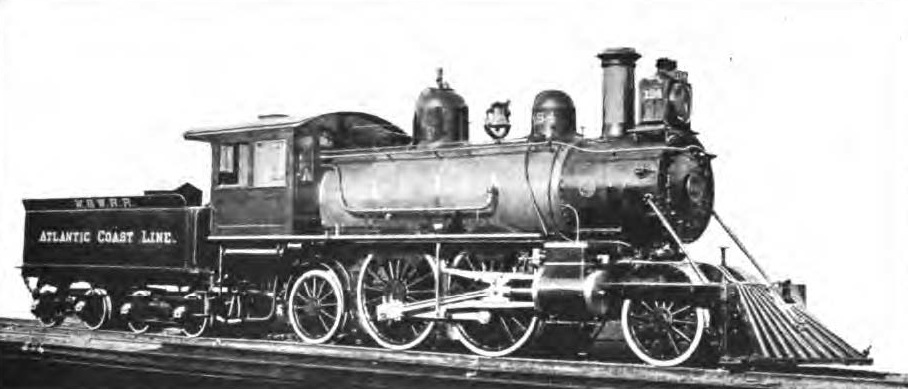
Американський паровоз тип 1-2-1

Тип 1-2-1 — паровоз з двома рушійними осями в одній жорсткій рамі, однією бігунковою і однією підтримуючою осями. Є подальшим розвитком типів 1-1-1 і 1-2-0.
Інші варіанти запису:
- Американський — 2-6-2 («Колумбія», на честь одного з перших паровозів цього типу)
- Французький — 121
- Німецький — 1B1

## Види паровозів 1-2-1
Одні з перших паровозів на Петербург-Варшавській залізниці, а також окремі пасажирські танк-паровози, отримані в результаті переробки паровозів типу 1-2-0.